# Гейтсхед
Гейтсхед (англ. Gateshead) — британське місто (таун) в графстві Тайн-енд-Вір, регіону Північно-Східна Англія, на південному березі річки Тайн. Знаходиться навпроти міста Ньюкасл-апон-Тайн з яким з'єднаний десятком мостів серед яких найбільш відомий Міст Міленіум.
У місті проживає 120,046 (2011).
Місто відоме сучасною сталевою скульптурою Ангел Півночі, а також концертним комплексом The Sage Gateshead.

## Топонім
Гейтсхед вперше згадується в перекладі з латинської мови в «Церковній історії англійського народу» Беде Преподобним, як ad caput caprae («біля голови кози»). Це тлумачення узгоджується з пізнішими англійськими атестатами назви, серед яких Gatesheued (бл. 1190), буквально «козяча голова», але в контексті топоніму, що означає «голова або пагорб, який відвідують (дикі) кози». Згодом ця назва стала стандартною для використання місцевими органами влади.
Основою назви міста може служити давньобритська мова з елементом * gabro-, 'goat', а також валлійське слово gafr.
Гейтсхед можливо був Римсько-Британським фортом Gabrosentum.

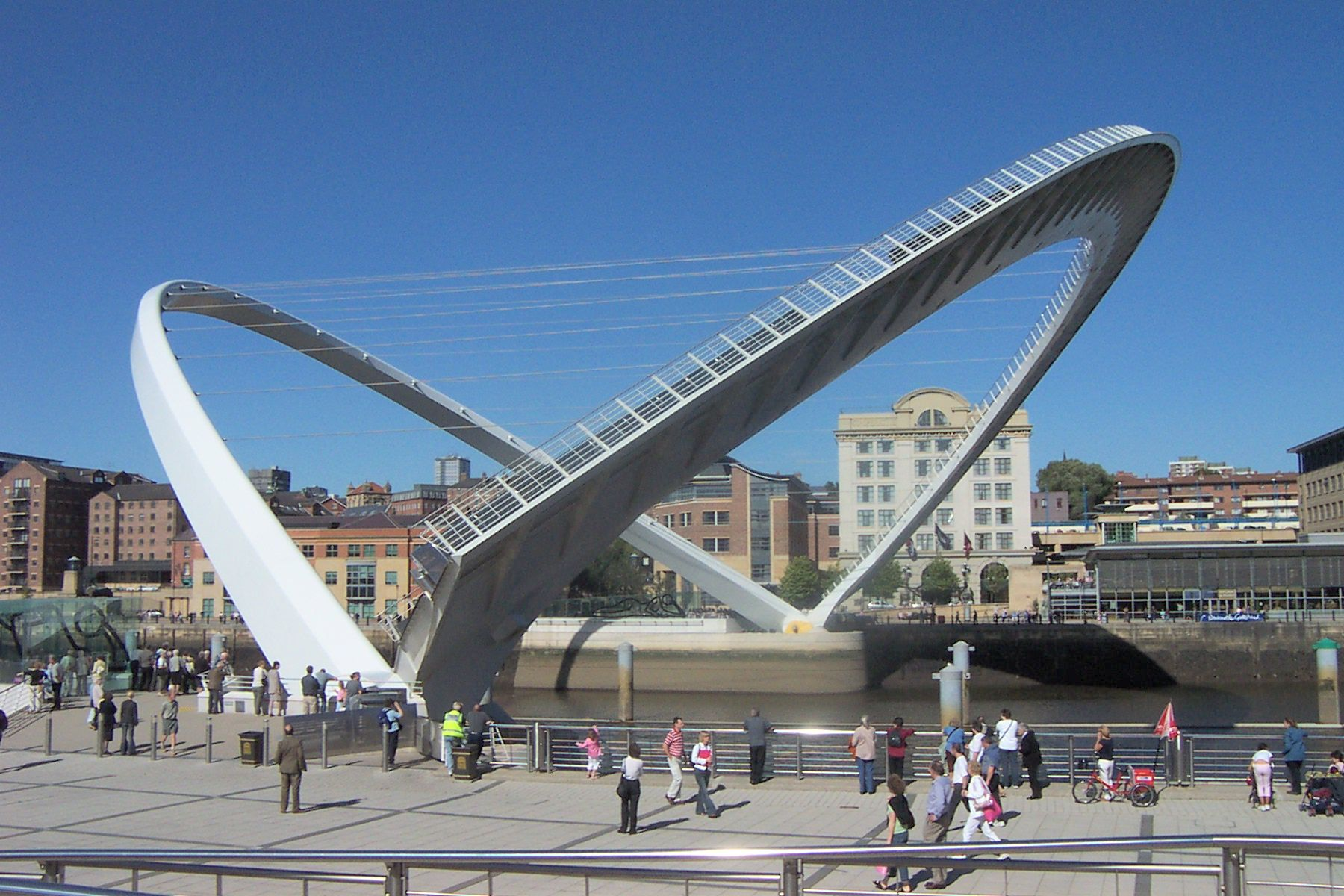
Міст Міленіум.

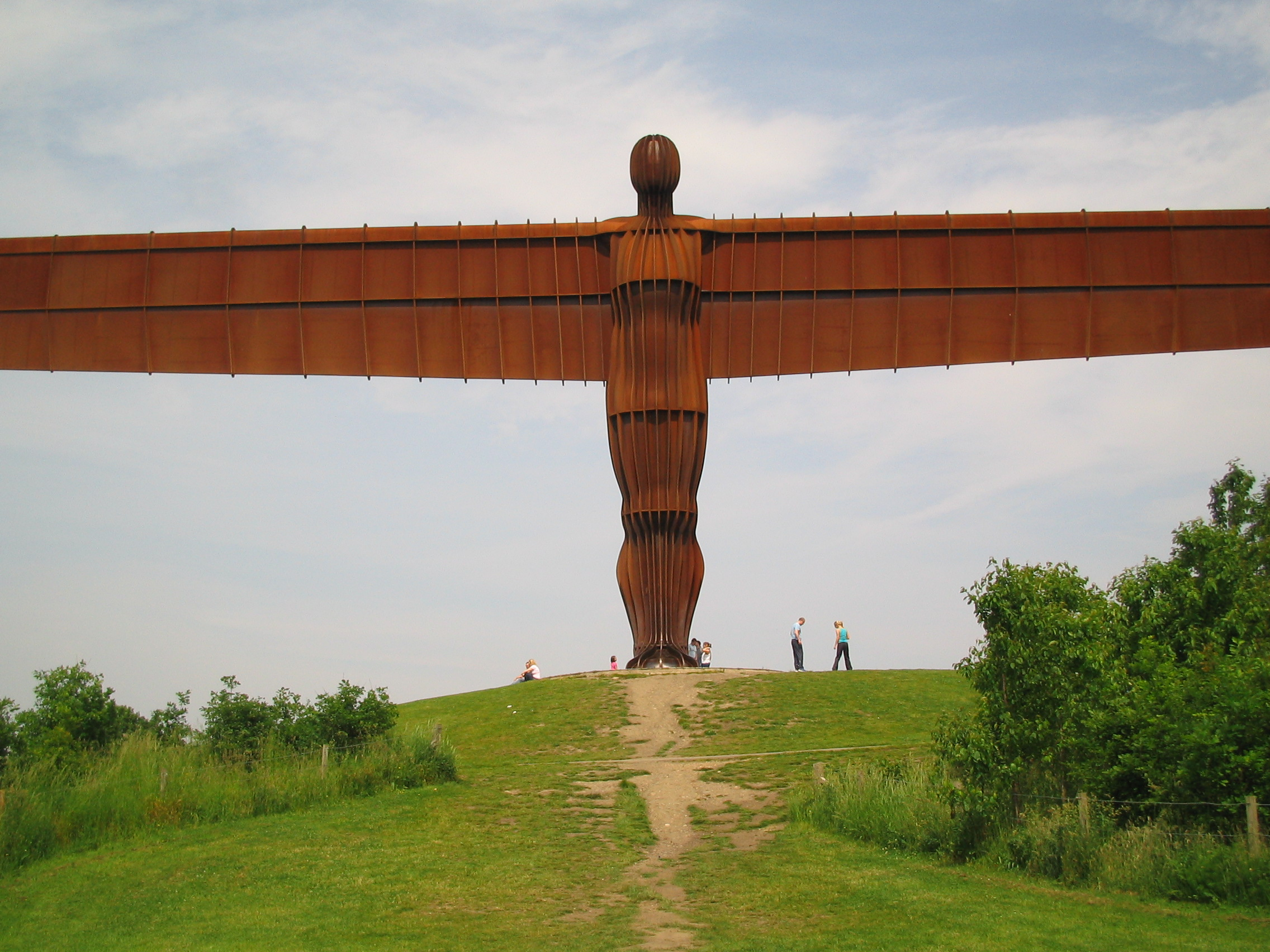
Ангел Півночі.

## Географія
Місто Гейтсхед знаходиться на північному сході Англії в церемоніальному графстві Тайн-енд-Вір і в історичних межах графства Дарем. Він розташований на південному березі річки Тайн на широті 54,57 ° с.ш. і довготі 1,35 ° з.ш. Клімат помірний, який значно тепліший, ніж деякі інші місця на подібних широтах внаслідок впливу Гольфстриму (через північноатлантичний течію). Місто розташоване в одному з найсухіших регіонів Сполученого Королівства.
Однією з найбільш відмінних особливостей Гейтсхеда є його рельєф. Від набережної річки Тайн до центру міста висота над рівнем моря змінюється з 230 футів до 525 футів у лікарні королеви Єлизавети на пагорбі Шериф Гілл.
Управління національної статистики визначає населений пункт, як місто. За даними 2011 року Гейтсхед складається з історичного центру та районів, які увійшли до його складу, включаючи Данстон, Феллінг, Хьюорт, Пелау та Білл Куей.
Зважаючи на близькість Гейтсхеда до Ньюкасла, на південь від річки Тайн до центру міста, його іноді неправильно називають частиною Ньюкасла. Рада Гейтсхед та міська рада Ньюкасла об'єдналися в 2000 році для створення єдиного маркетингового бренду, NewcastleGateshead, для кращого просування всього регіону.

## Клімат
Клімат міста є морським відрізняється невеликими добовими та річними амплітудами температури повітря, високою відносною вологістю, прохолодним літом і м'якою зимою (в помірних широтах), великою хмарністю, викликаною інтенсивною циклонічною діяльністю, сильними вітрами. В умовах морського клімату час настання найвищих і найнижчих температур запізнюється (у порівнянні з областями з континентальним кліматом) на 1-2 місяці, а весна буває холодніше за осінь. Формується в умовах переважаючого впливу на атмосферу океанічних просторів.
| Клімат Гейтсхед         | Клімат Гейтсхед | Клімат Гейтсхед | Клімат Гейтсхед | Клімат Гейтсхед | Клімат Гейтсхед | Клімат Гейтсхед | Клімат Гейтсхед | Клімат Гейтсхед | Клімат Гейтсхед | Клімат Гейтсхед | Клімат Гейтсхед | Клімат Гейтсхед | Клімат Гейтсхед |
| Показник                | Січ.            | Лют.            | Бер.            | Квіт.           | Трав.           | Черв.           | Лип.            | Серп.           | Вер.            | Жовт.           | Лист.           | Груд.           | Рік             |
| Середня температура, °C | 4               | 4               | 6               | 9,6             | 11,6            | 16,8            | 18,7            | 18,7            | 15,1            | 10,2            | 5,5             | 4               | 10,35           |
| Норма опадів, мм        | 43              | 41              | 38              | 66              | 48              | 61              | 48              | 61              | 51              | 61              | 66              | 56              | 640             |
| ----------------------- | --------------- | --------------- | --------------- | --------------- | --------------- | --------------- | --------------- | --------------- | --------------- | --------------- | --------------- | --------------- | --------------- |
| Джерело:                |                 |                 |                 |                 |                 |                 |                 |                 |                 |                 |                 |                 |                 |

## Відомі люди
- Пол Гаскойн — англійський футболіст.
- Енді Керролл — англійський футболіст.
- Джилл Гафпенні — англійська актриса.
- Мішель Хітон — англійська співачка.
- Маркус Бентлі — англійський співак, актор.